# Job (patriarche de Moscou)
Pour les articles homonymes, voir Job.
Job († 1607), né près de Tver en Russie, moine puis higoumène (abbé), évêque de Kolomna puis de Rostov, métropolite de Moscou et enfin patriarche de Moscou ; fêté le 19 juin,.

## Nomination
De son nom de naissance Ivan (Jean), il entre en 1551 au monastère de Staritsa près de Tver qui devient une des résidences grand-prince Ivan le Terrible. En 1571, il est nommé abbé du monastère Simonov puis en 1575, abbé du monastère Novospasski. En 1581, il est consacré évêque de Kolomna. Après la mort d'Ivan le Terrible en 1584, Job bénéficie du soutien de Boris Godounov, maître de fait de l'État russe au nom du jeune tsar Fédor Ier. En 1587, Job devient archevêque de Rostov et métropolite de Moscou et de toute la Russie. En 1589, il reçoit la visite de Jérémie II de Constantinople et obtient de lui la promotion de son titre de métropolite en celui de patriarche de Moscou. Cette initiative est entérinée par les conciles de l'Église de Constantinople en 1590 et en février 1603.

## Patriarcat et rôle politique

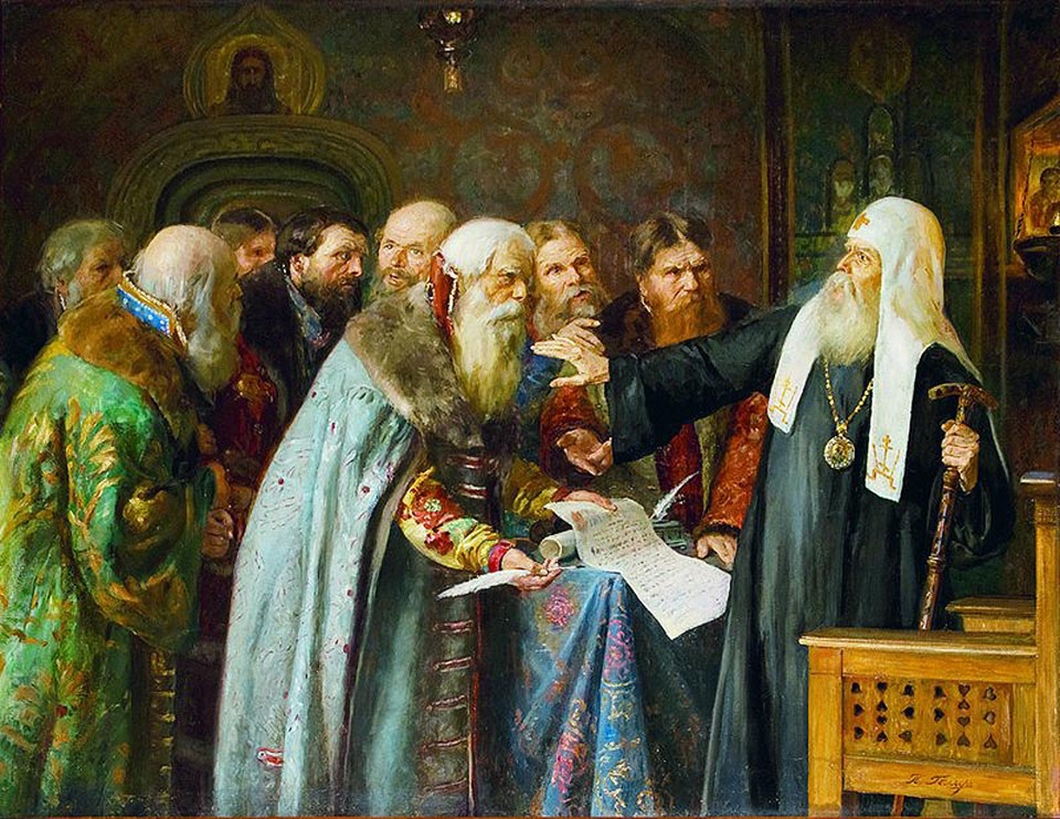
Le patriarche Job refusant de reconnaître comme tsar l'imposteur Dimitri II, toile de Piotr Geller, XIXe siècle.

Job est patriarche de Moscou et de toute la Russie de 1589 à 1605. Il canonise plusieurs saints russes comme Basile le Bienheureux et Joseph de Volokolamsk et fonde le monastère Donskoï à Moscou. Il correspond avec Nicolas V, patriarche de Géorgie, avec qui il échange des présents. Il travaille à l'évangélisation du khanat d'Astrakhan et de la Sibérie, récemment conquis par la Russie. Il s'oppose à la création d'une université avec des professeurs étrangers qui aurait menacé la pureté de l'orthodoxie.
En 1591, Job dirige l'enquête sur la mort suspecte de Dimitri Ivanovitch, le plus jeune fils vivant d'Ivan le Terrible, et conclut que le tsarévitch s'est poignardé par accident et n'a pas été assassiné. À la mort de Fédor Ier en 1598, qui met fin à la lignée des Riourikides, Job exerce brièvement la régence et, le 21 février 1598, dirige la délégation qui offre à Boris Godounov le titre de tsar.
Pendant le temps des Troubles, Boris Godounov meurt en 1605 : son fils Fédor II est assassiné quelques semaines plus tard par les partisans de l'imposteur Dimitri II qui se fait passer pour le tsarévitch Dimitri. L'usurpateur occupe Moscou avec sa petite armée de nobles polono-lituaniens. Job refuse de reconnaître le faux Dimitri qui le dépose et le remplace par Ignace, archevêque de Riazan. Exilé dans son monastère de Staritsa, Job devient aveugle. En 1607, Dimitri II est à son tour assassiné par des rebelles et Ignace emprisonné dans un monastère par ordre du nouveau tsar Vassili IV Chouiski. Le 20 février 1607, Job, de retour à Moscou, célèbre la liturgie aux côtés du nouveau patriarche Hermogène à la cathédrale de la Dormition de Moscou. Très malade, il meurt le 19 juin 1607 au monastère de la Dormition de Staritsa.
Les reliques de Job sont transférées en 1652 à la cathédrale de la Dormition de Moscou. Il est canonisé par l'Église orthodoxe russe en 1989. Il est fêté le 5 avril.

## Œuvres
- Povest’ o care Fedore Ioannoviče (« Récit sur le tsar Fédor Ivanovitch »), 1603